# Sandstedt
Sandstedt est un village d'Allemagne situé dans l'arrondissement de Cuxhaven, en Basse-Saxe. 
Ancienne municipalité indépendante, Sandstedt fait partie depuis le 1er janvier 2014 de la municipalité de Hagen im Bremischen.

## Monuments

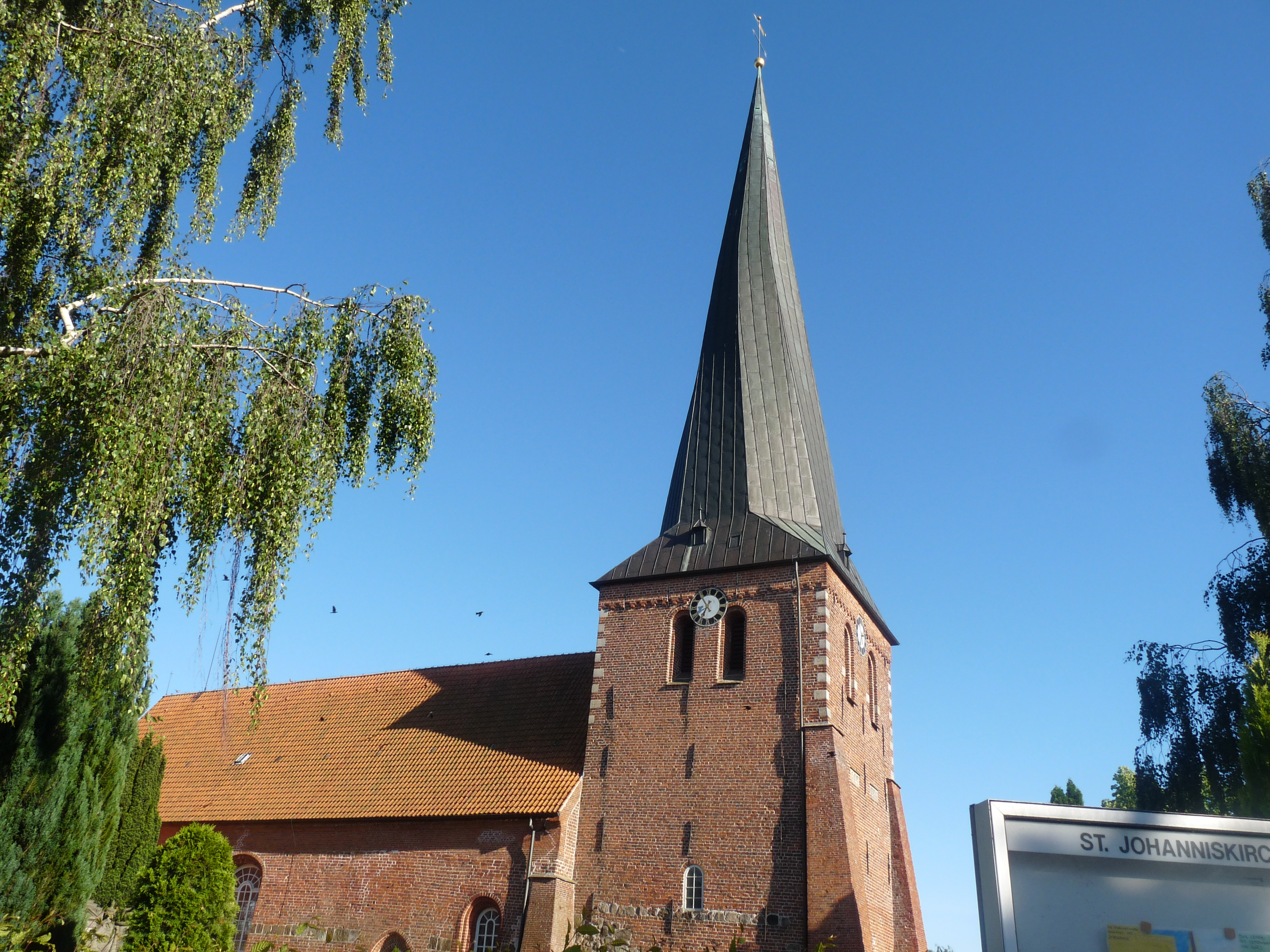
L'église St. Johannis.

L'église St. Johannis, connue pour son clocher tors, a été construite en 1420 et a reçu sa forme actuelle au début du XIXe siècle. La rotation caractéristique de la flèche est due à un défaut de conception.